# Proud Boys

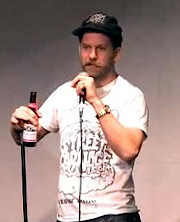
Gavin McInnes, Gründer der Proud Boys, beim SXSW

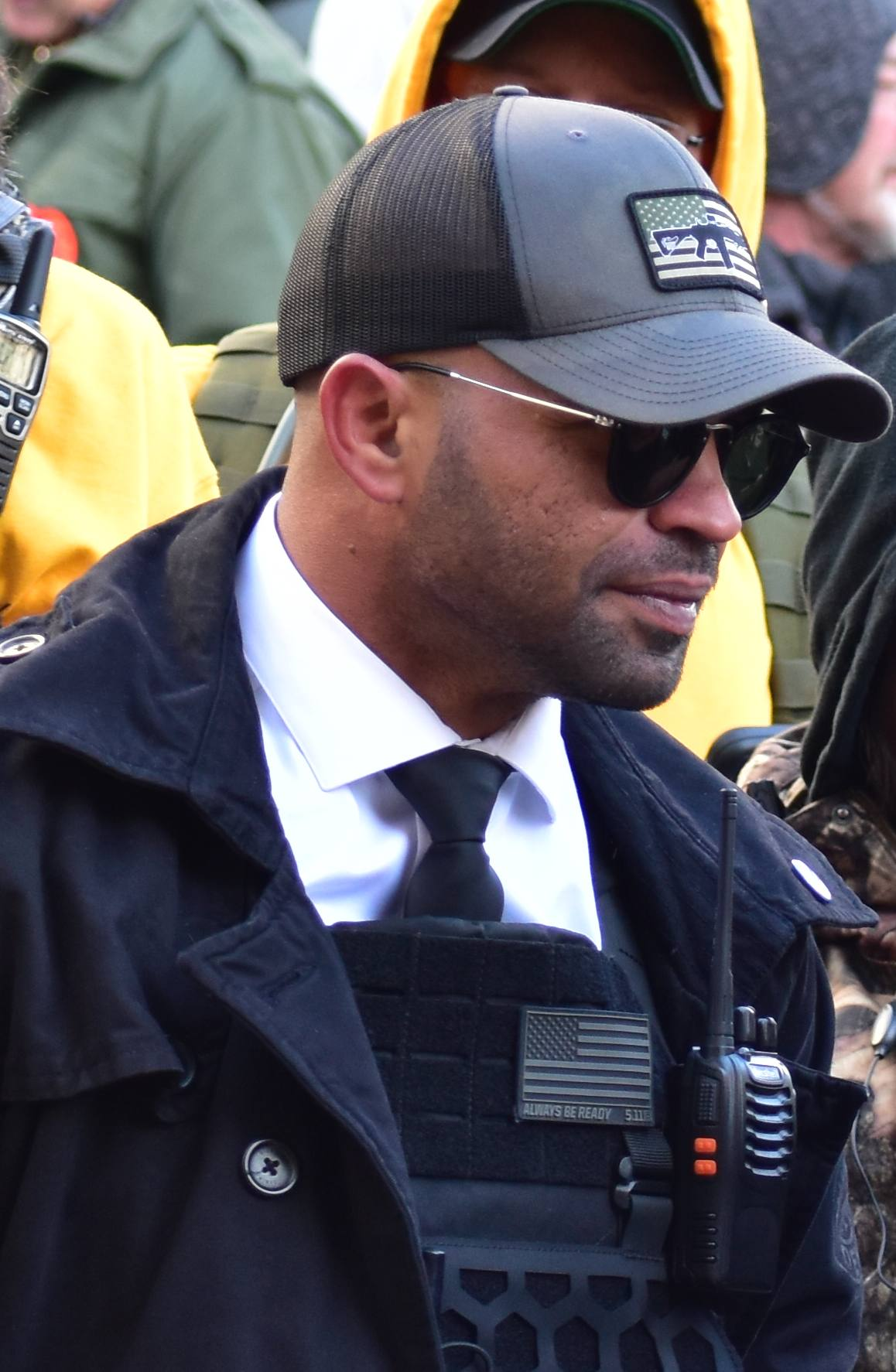
Von 2018 bis 2021 führte der Republikaner Enrique Tarrio die Proud Boys an

Die Proud Boys (deutsch Stolze Jungs) sind eine rechtsextreme Miliz in den Vereinigten Staaten. Ihre ausschließlich männlichen Mitglieder hängen der rechten Verschwörungstheorie an, dass Männer – insbesondere weiße Männer – in der westlichen Kultur von Auslöschung bedroht seien.
Entstanden 2016, ist sie heute auch in weiteren englischsprachigen Ländern präsent. Sie hat sich bereits mehrfach gewalttätig an rechtsextremen Demonstrationen beteiligt. International bekannt wurde die Organisation 2020 durch eine sie unterstützende Aussage des damaligen US-Präsidenten Donald Trump im ersten Fernsehduell gegen Joe Biden. Am 6. Januar 2021 beteiligten sich Mitglieder der Gruppierung am Sturm auf das Kapitol.
Die Organisation wurde in Kanada 2021 und in Neuseeland 2022 als terroristische Vereinigung eingestuft. Im Mai 2023 befand eine Jury in Washington D.C. vier hochrangige Mitglieder der Proud Boys, darunter den mehrjährigen Anführer Enrique Tarrio, für die Beteiligung am Sturm auf das Kapitol der aufrührerischen Verschwörung (seditious conspiracy) schuldig – hierfür wurden sie zu Haftstrafen von 15 bis 22 Jahren verurteilt. Alle Beteiligten wurden im Januar 2025 von Trump begnadigt. Fünf Mitglieder der Proud Boys erhoben im Juni 2025 Schadensklage in vielfacher Millionenhöhe.

## Organisation

### Geschichte
Die Proud Boys wurden 2016 in der rechtsextremen Zeitschrift Taki's Magazine von Gavin McInnes, einem Mitbegründer und ehemaligen Mitarbeiter von Vice Media und Vice Magazine, ins Leben gerufen und nach dem Lied Proud of Your Boy des Disney-Musicals Aladdin benannt. Seither sind sie auch in weiteren englischsprachigen Ländern, wie Australien, Kanada und Großbritannien, präsent.
International bekannt wurde die Organisation durch die Proteste infolge des Todes von George Floyd sowie eine Aussage des US-Präsidenten Donald Trump im ersten Fernsehduell gegen Joe Biden. Sie werden in Verbindung gebracht mit den rechtsextremen Demonstrationen in Charlottesville 2017. Mitglieder der Gruppierung beteiligten sich am Sturm auf das Kapitol am 6. Januar 2021. Bereits im Januar 2021 wurde der damalige Anführer der Gruppe, Enrique Tarrio, von der Washingtoner Polizei wegen Verbrennung einer Black-Lives-Matter-Fahne festgenommen.
Am 4. Mai 2023 befand eine Jury in Washington D.C. vier hochrangige Mitglieder der Proud Boys, darunter Tarrio, wegen ihrer Verstrickung in den Sturm auf das Kapitol der aufrührerischen Verschwörung (seditious conspiracy) schuldig.

### Rituale und Insignien
Die Proud Boys tragen bevorzugt ein gelbschwarzes Poloshirt der Marke Fred Perry. Fred Perry hat im Herbst 2020 den Verkauf der gelbschwarzen Shirts in den USA und Kanada gestoppt. Man wolle den Verkauf erst wieder aufnehmen, wenn die Proud Boys verschwunden seien. Damit distanziert sich das Unternehmen von politischer Vereinnahmung.
Die Proud Boys praktizieren eine mehrstufige Initiation. Zunächst muss sich der Beitrittswillige selbst als „westlicher Chauvinist“ bekennen, der sich weigert, sich für die Erschaffung der „modernen Welt“ zu entschuldigen. Es folgt eine Bizutage, bei der er von den anderen Gruppenmitgliedern geschlagen wird und dabei Namen von Frühstücksflocken aufsagen muss. Drittens muss er zusagen, die Zahl seiner Masturbationen auf ein Mal pro Monat zu beschränken. Viertens muss er sich den Gruppennamen tätowieren lassen.
Bill Morlin vom Southern Poverty Law Center nennt als letzten Schritt der Initiation die Teilnahme an einer Prügelei mit Linken bei einer öffentlichen Demonstration.

### Ideologie und Bewertung
Die Proud Boys gelten als rechtsextrem bzw. faschistisch. Sie werden der Alt-Right zugerechnet.
Die Gruppe propagiert – wie zahlreiche andere Milizen in den USA – Widerstand gegen staatliche Institutionen.
Proud Boys werden von der Anti-Defamation League als frauenfeindlich, islamfeindlich, transphob sowie einwanderungsfeindlich eingeordnet. Sie gibt weiter an, dass einige Mitglieder die Ideologie der White Supremacy und Antisemitismus unterstützen und mit White Supremacy Gruppen vernetzt sind.
Die ausschließlich männlichen Mitglieder der Proud Boys hängen der rechten Verschwörungstheorie an, dass Männer – insbesondere weiße Männer – in der westlichen Kultur von Auslöschung bedroht seien. Die Proud Boys beklagen einen Verlust an ökonomischer und familiärer Sicherheit. Hierfür sehen sie einerseits Frauen, die gegen die „natürliche Ordnung der Dinge“ verstoßen hätten, sowie andererseits Männer, die zu „weich“ und nicht mehr „männlich genug“ seien, als verantwortlich. Sie rufen demzufolge Männer dazu auf, „ihre Männlichkeit zurückzuerobern“ und „ein Mann zu werden, den großartige Frauen lieben und großartige Unternehmen einstellen können“. Tatsächlich, wie die Populismus- bzw. Extremismusforscher Bulent Kenes und Samantha Kutner herausstellen, sei für diese von den Proud Boys beklagten Verhältnisse die neoliberale Politik verantwortlich, die insbesondere Männern aus der Arbeiterklasse geschadet habe, was von den Proud Boys jedoch nicht erkannt werde. Die Publizistin Veronika Kracher sah 2020 in den Proud Boys auch das Versprechen einer „Ermächtigung gegen die permanente Erniedrigung, nur ein unbedeutendes Rädchen im kapitalistischen Getriebe zu sein“.
Die Politikwissenschaftlerin Cara Daggett analysierte 2018 die spätpubertär anmutenden Initiationsriten anhand von Klaus Theweleits Männerphantasien: Ähnlich wie in den von diesem untersuchten Freikorps und anderen protofaschistischen Gruppen der Jahre 1918–1923 sieht sie bei den Proud Boys eine grundsätzliche Furcht vor Frauen am Werk, denen gegenüber es gelte, den eigenen Körper möglichst hart zu machen, etwa durch das Ertragen von Schlägen und den Verzicht auf Masturbation. Dies sei verknüpft mit der Frustration, keine Frau zu finden, die bereit wäre, eine Hausfrauenehe zu führen, daher die antifeministische Einstellung der Gruppenmitglieder.
Die Organisation verherrlicht politische wie physische Gewalt gegenüber Vertretern von Antifa und Politischer Linken. Sie stellen politische Attentate nach und tragen T-Shirts, die u. a. Augusto Pinochets Morde und Verschwindenlassen von Linken loben.

### Reaktionen
Am 4. Oktober 2020 deuteten Internetuser den Titel Proud Boys um. Hunderttausende Nutzer von Twitter verwendeten den Hashtag #ProudBoys und feierten mit Fotos von Männerpaaren die homosexuelle Liebe zwischen „stolzen Jungs“. Auch Prominente wie der Schauspieler George Takei, die Moderatorin  Dunja Hayali und der Meteorologe Jörg Kachelmann beteiligten sich mit Tweets an der Aktion.
Im Februar 2021 stufte die kanadische Bundesregierung die Proud Boys, die Atomwaffen Division (eine Gruppe, die zu Gewalttaten gegen rassische, religiöse und ethnische Gruppen aufruft) und die Base (eine weitere Neonazi-Organisation, die zu Gewalt aufruft, um einen Rassenkrieg anzuzetteln) als terroristische Vereinigungen ein. Die kanadische Sektion gab daraufhin im Mai 2021 auf Telegram ihre Selbstauflösung bekannt.  Die Landesorganisationen der drei Bundesstaaten Alabama, Indiana und Oklahoma sagten sich nach dem Sturm auf das Kapitol bis zum 12. Februar 2021 von Nationalverband und seiner Führung los und verurteilten Tarrio.

## Kontroverse Aussage Donald Trumps im ersten TV-Duell 2020
Trump wurde während der Debatte gefragt, ob er bereit sei, Gruppen und Milizen zu verurteilen, zu deren Ansichten die Überlegenheit Weißer (White Supremacy) gehört. Daraufhin fragte Trump, wen genau er verurteilen solle, und entgegnete auf Bidens Einwurf, die Proud Boys, Folgendes: „Proud Boys – haltet euch zurück und haltet euch bereit“ (“stand back and stand by”). Nach der Debatte herrschte Unklarheit darüber, ob es sich dabei um eine „verunglückte Formulierung“ oder den „Schulterschluss mit gewalttätigen Rechten“ handelte.
Einer der Proud-Boys-Organisatoren, Joe Biggs, teilte kurz darauf über seinen Parler-Account ein Logo mit den Worten des Präsidenten „Stand back“ und „Stand by“. Am 30. September sagte Trump auf Nachfrage: „Ich weiß nicht, wer die ‚Proud Boys‘ sind. Wer auch immer sie sind, sie müssen sich zurückhalten und die Strafverfolgungsbehörden ihre Arbeit machen lassen.“ (“I don’t know who the ‘Proud Boys’ are, you’ll have to give me a definition because I really don’t know who they are. I can only say they have to stand down, let law enforcement do their work.”). Auf die erneute Frage, ob er „White Supremacists“ verurteile, sagte er: „Ich habe immer jede Form verurteilt […], jegliche Form davon muss man verurteilen.“ (“I’ve always denounced any form […], any form of any of that you have to denounce.”)

## Sturm auf das Kapitol

### Teilnahme der Proud Boys

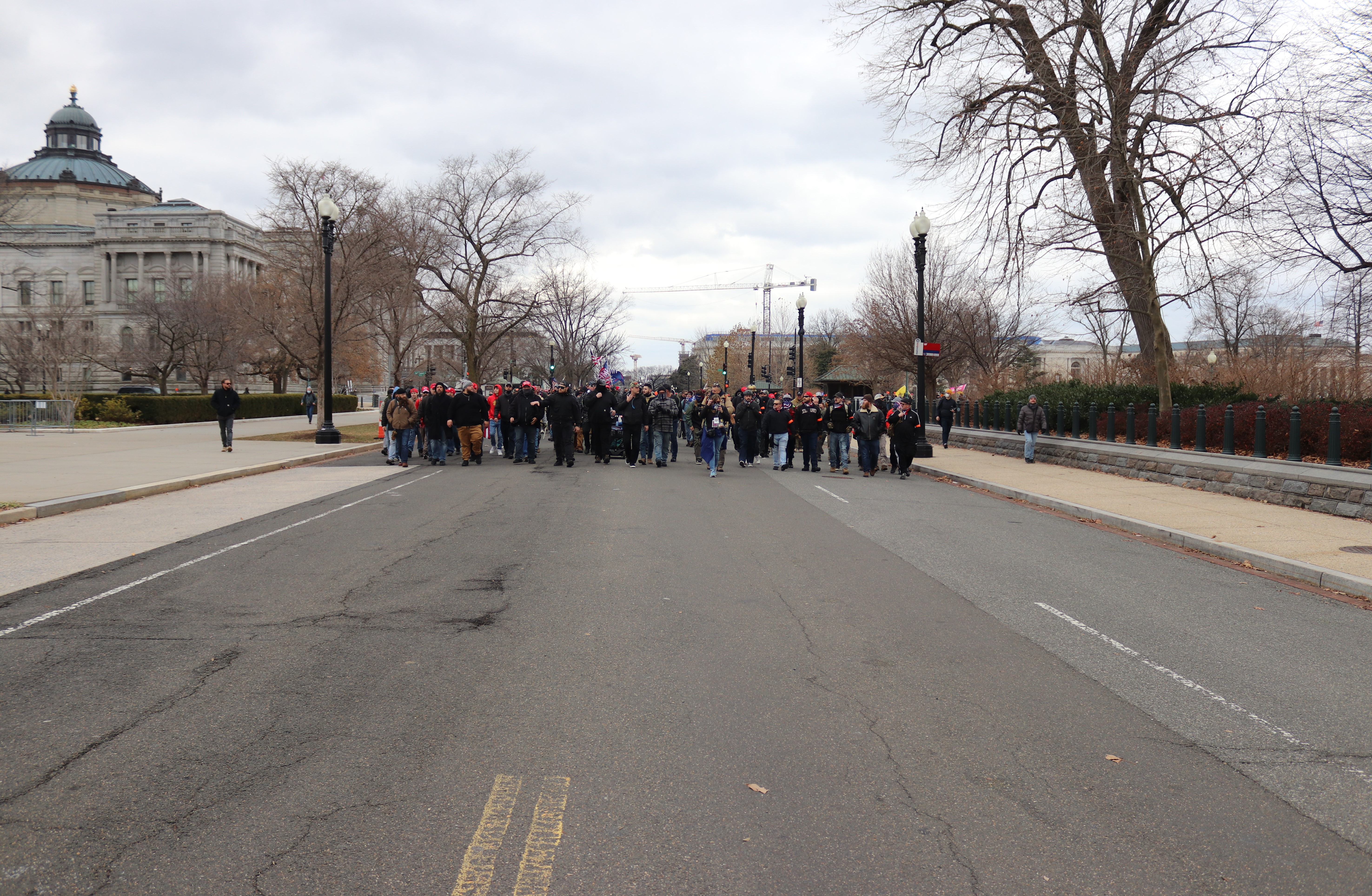
Proud Boys auf der Pennsylvania Avenue, Washington, D.C., 6. Januar 2021

Am 6. Januar 2021 nahmen Proud Boys am Sturm auf das Kapitol in Washington teil. Nachdem Präsident Trump in einer Rede vor dem Weißen Haus dazu aufgerufen hatte, die Pennsylvania Avenue herunterzumarschieren, um Druck auf republikanische Kongressabgeordnete auszuüben, die bereit waren, die Wahl Joe Bidens zu bestätigen, folgten zahlreiche Proud Boys dieser Aufforderung und skandierten „Storm the Capitol“ und „1776!“ Mehrere Proud Boys drangen mit anderen Randalierern gewaltsam in das Kongressgebäude ein und machten dort Selfies.

### Strafverfolgung und juristische Aufarbeitung
Der demokratische Abgeordnete im US-Repräsentantenhaus Bennie Thompson verklagte im Februar 2021 die Proud Boys, die rechtsextreme Miliz Oath Keepers, Trump sowie dessen früheren Anwalt Rudy Giuliani.
Der Generalstaatsanwalt von Washington D.C. verklagte als Vertreter der Stadt im Dezember 2021 die Proud Boys, die Oath Keepers und mehr als 30 ihrer Anführer und Mitglieder. Sie sollen sich laut der Zivilklage verschworen haben, Washington zu „terrorisieren“, indem sie den Sturm auf das Kapitol planten, bewarben und an ihm teilnahmen. Beide Klagen basieren auf dem Ku Klux Klan Act, einem Gesetz aus dem Jahr 1871.
Am 6. Juni 2022 teilte das US-Justizministerium mit, dass Enrique Tarrio und vier weitere hochrangige Mitglieder der Proud Boys – Ethan Nordean, Joseph Biggs, Zachary Rehl und Dominic Pezzola – wegen aufrührerischer Verschwörung (seditious conspiracy) angeklagt worden seien. Am 4. Mai 2023 sprach eine Jury in Washington D.C. vier der fünf Angeklagten, darunter Tarrio, schuldig. Tarrio war selbst bei der Erstürmung nicht anwesend gewesen. Der fünfte Angeklagte, Dominic Pezzola, wurde von der Jury zwar anderer Verbrechen für schuldig befunden, aber vom Vorwurf der aufrührerischen Verschwörung freigesprochen.
Das Strafmaß für Biggs wurde am 31. August 2023 auf 17 Jahre Haft festgelegt; die Staatsanwaltschaft hatte 33 Jahre gefordert. Rehl wurde an demselben Tag zu 15 Jahren verurteilt. Am 2. September 2023 wurden die Haftstrafen für Nordean auf 18 und für Pezzola auf 10 Jahre festgelegt. Pezzola, der im Prozess schluchzend um ein mildes Urteil nachgesucht hatte, rief nach der Urteilsverkündung beim Verlassen des Gerichtssaals mit erhobener Faust: „Trump hat [die Wahl] gewonnen!“ (“Trump won!”). Enrique Tarrio wurde am 5. September 2023 zu 22 Jahren Haftstrafe verurteilt. Auch für ihn hatte die Staatsanwaltschaft 33 Jahre Haft gefordert. Richter Timothy Kelly, der 2017 vom damaligen Präsidenten Trump ernannt worden war, blieb damit in allen fünf Fällen nennenswert unter den Anträgen der Staatsanwaltschaft und einschlägigen Richtlinien. Bei der Strafmaßverkündung sagte Kelly „Jener Tag hat unsere zuvor ungebrochene Tradition friedlicher Machtübergaben gebrochen.“
Nach seinem zweiten Amtsantritt begnadigte Präsident Trump per Dekret rund 1.500 Personen, die wegen des Kapitol-Angriffs verurteilt worden waren. Fünf begnadigte Mitglieder der Proud Boys reichten am 6. Juni 2025 eine Klage gegen den Staat ein, in der sie 100 Millionen Dollar Schadenersatz forderten.